# Dimethylether
Dimethylether (DME, systematický název methoxymethan) je organická sloučenina se vzorcem CH3OCH3. Je to nejjednodušší ether. Tento bezbarvý plyn je užitečným prekurzorem jiných organických sloučenin, též se využívá jako hnací plyn ve sprejích. Je také slibným uhlovodíkovým palivem s čistým hořením.

## Výroba
V dnešní době se DME vyrábí především konverzí uhlovodíků, převážně těch, které jsou obsaženy v zemním plynu (a v menší míře též ze zplyněného uhlí), na syntézní plyn. Syntézní plyn se pak za přítomnosti katalyzátoru (obvykle na bázi mědi) převádí na methanol; ten se dehydratuje za přítomnosti jiného katalyzátoru (například z oxidů křemičitého a hlinitého) a vzniká dimethylether. Tento dvoukrokový proces (nepřímá syntéza) tedy začíná syntézou methanolu a končí syntézou DME (dehydratací methanolu).
Stejný proces lze použít pro organický odpad nebo biomasu. V roce 1985 se v západní Evropě vyrobilo pomocí dehydratace methanolu cca 50 tisíc tun DME.
Alternativně lze DME vyrábět také přímou syntézou s duálním katalytickým systémem, který umožňuje provádět syntézu i dehydrataci methanolu v jedné procesní jednotce, aniž by musel být methanol izolován a čištěn. U této procedury, která odstraňuje mezikrok syntézy methanolu, slibují poskytovatelé licence vyšší účinnost a nižší náklady.
Jak jednokrokový, tak dvoukrokový proces se komerčně využívají. Aktuálně se mnohem šířeji využívá proces dvoukrokový, protože je relativně jednoduchý a má nízké počáteční náklady. Stojí za zmínku, že se vyvíjí také jednokrokový proces prováděný v kapalné fázi.

## Použití
Dimethylether má dvě hlavní oblasti použití: jako hnací plyn ve sprejích a jako prekurzor pro výrobu dimethylsulfátu. Jako hnací plyn je užitečný i proto, že je částečně polárním rozpouštědlem. Lze ho využít i jako chladivo.

### Chemická surovina
Několik tisíc tun DME ročně se spotřebuje na výrobu methylačního činidla dimethylsulfátu, s využitím jeho reakce s oxidem sírovým:
CH3OCH3 + SO3 → (CH3O)2SO2
DME lze převádět také na kyselinu octovou pomocí karbonylační technologie podobné Monsanto procesu:
(CH3)2O + 2 CO + H2O → 2 CH3CO2H

### Laboratorní reagens a rozpouštědlo
Dimethylether je nízkoteplotní rozpouštědlo a extrakční činidlo, použitelné pro specializované laboratorní procedury. Jeho užitečnost je omezena nízkou teplotou varu (−23 °C), ovšem tatáž vlastnost se hodí pro jeho snadné odstranění z reakčních směsí. DME je prekurzorem užitečného alkylačního činidla trimethyloxoniumtetrafluorborátu.

### Palivo
DME je slibným palivem pro vznětové motory, zážehové motory (směs 30 % DME + 70 % LPG) a spalovací turbíny, díky svému vysokému cetanovému číslu, které je 55 (kdežto motorová nafta mívá 40–53). Pro spalování DME jsou na vznětovém motoru nutné pouze mírné úpravy. Jednoduchost této sloučeniny s krátkým uhlíkovým řetězcem znamená, že při spalování vznikají jen velmi nízké emise pevných částic, NOx a CO. Z těchto důvodů, stejně jako díky nepřítomnosti síry, splňuje DME i ty nejpřísnější emisní normy v Evropě (EURO 5), USA (U.S. 2010) a Japonsku (2009 Japan).
DME se vyvíjí jako syntetické biopalivo (BioDME), které lze vyrábět z lignocelulózové biomasy.. Aktuálně EU uvažuje o zařazení BioDME do potenciálního mixu biopaliv pro rok 2030; koordinátorem pro evropský projekt BioDME je skupina Volvo. Mobil používá DME ve svém procesu výroby benzinu z methanolu.

### Odstraňování bradavic
Směs dimethyletheru a propanu se používá v prostředcích pro léčbu bradavic. Bradavice se vymrazují.

## Bezpečnost
Na rozdíl od jiných alkyletherů odolává autooxidaci. Je relativně netoxický, je však velmi hořlavý.